# 함안층
함안층(Haman formation, 咸安層)은 중생대 백악기 경상 누층군 하양층군 상부의 퇴적암 지층으로, 의령 서동리 함안층 빗방울 자국과 남해 가인리 화석산지, 국내 최초의 새발자국 화석인 Koreanaornis hamanensis를 포함하여 다량의 화석이 산출된다.

## 개요
함안층(Haman Formation, 咸安層)은 하양층군의 상부에 해당하며 암층서적으로, 하위에 있는 신라 역암층의 조립 내지 중립 역질사암이 끝나고 붉은색의 이암과 얇은 층의 판상 사암 내지 실트스톤이 나타나기 시작하는 층준부터 상위에 있는 진동층의 암회색 내지 흑색 이암이 나타나기 시작하는 층준까지 설정되어 있다. 함안층은 칠곡층, 신라 역암층과 달리 팔공산 이북 지역에도 분포한다.
함안층의 퇴적 시작 시기는 신라 역암층에 포함된 화산력들의 아르곤-아르곤 연대 측정 결과인 113 Ma 보다는 나중에 시작된 신라 역암층의 퇴적 이후로 보며, 퇴적 종료 시기는 구산동 응회암이 분출한 96~97 Ma 전의 시기로 설정할 수 있다. 만약 신라 역암층의 퇴적이 수백만년 이내에 이루어졌다면 함안층의 퇴적도 1500만년 정도 지속되었을 것이다. 함안층에서 분리한 쇄설성 저어콘의 U-Pb 연대에 근거한 함안층의 최대 퇴적 시기는 알비절(99.6-112.0 Ma)에 해당하는 103.5±1.5 Ma 으로 보고되었다.
1969년 당시 서울대학교 지질학과 소속이었던 고 김봉균 박사(1920-2003)는 경상남도 함안군 칠원읍에 분포하는 함안층에서 국내 최초로 새발자국 화석을 최초로 보고하였고, 이를 Koreanaornis hamanensis로 명명하였다.

## 지역별 지질

### 영천시
대율 지질도폭(1981)에 의하면 도폭 남동부 영천시 신령면 부산리 등지에서 점곡층(Khjg) 위에 정합으로 놓인다. 여기서는 함안층의 하반부가 나타나고 나머지 상반부는 신령도폭 지역에 나타난다. 하위의 점곡층과 암상에 있어서 대동소이하고 다만 적색 실트스톤이 매우 빈번히 협재되는 점에서 구별된다.
신녕 지질도폭(1980)에 의하면 신녕 환상단층의 남측을 따라 도폭 중서부 신령면 매양리와 왕산리, 화남리 남부, 화성리, 화산면 효정리와 화산리 북부, 화남면 귀호리와 안천리, 금호리 북부, 화북면 자천리에 이르기까지 분포한다. 함안층의 하부는 신녕 (노고산) 환상단층에 의해 절단되어 이 지역에서는 분포하지 않는다. 본 층은 반야월층의 하부에 나타나 그의 두께로 보아 함안층으로 인정되었으며 구산동 및 의성도폭에서의 사곡층과 춘산층에 대비된다. 이 지역에서는 본 층의 하부가 나타나지 않으므로 두께는 알 수 없으나 본 지역의 남서부 화남리-신령 단층 상에서는 1,300 m로 나타나 최소한 그 이상에 달할 것으로 생각된다.

### 대구광역시
대구광역시 내에서 함안층은 적색 및 회색 셰일, 실트암, 사암, 이암이 우세하게 나타난다. 산화 환경인 적색의 셰일과 환원 환경인 녹회색 셰일이 분포하며 서로 교호하며 상부의 반야월층으로 갈수록 적색의 셰일이 점차 감소하는 경향이 있다. 함안층의 최하부는 신라 역암층의 역질사암이 끝나고 적색의 이암과 실트암이 협재되기 시작하는 층준이고, 최상부는 암회색내지 흑색의 이암이 협재되는 층준이다. 지층의 두께는 800 m 내외이며 평균 주향은 북동 70°, 경사는 남동 19°이다.
대구광역시 북구 노곡동의 하양층군 함안층 최하부(즉, 학봉 현무암이 끝나고 대구층이 시작되는 부분)에 해당하는 지층에서 공룡 발자국 화석이 발견되었다. 이 지역의 퇴적층은 크게 중립 내지 세립질사암, 이막을 갖는 세립질 사암, 세립질사암과 이암의 엽호층, 이암 및 셰일 등으로 구성되며 암색은 붉은색이 우세한 가운데에 녹색 내지 녹회색이 교호되는 양상을 띤다. 지층의 주향은 북서 72°, 경사는 남서 10°이며 연흔과 건열이 흔히 발견된다. 이 지역에 드러난 약 11 m 두께에 이르는 퇴적층 내의 15개 층준에서 용각류, 수각류, 조각류를 포함 총 77개의 발자국 화석이 산출되며 용각류 발자국 화석의 경우는 보행열이 나타난다. 그밖에 건열, 연흔 등 퇴적 구조가 빈번히 나타난다. 대체적으로 공룡 발자국 화석과 생흔 화석 및 연흔, 건열 등의 퇴적 구조가 나타나는 것으로 보아 당시 이 지역이 수심이 얕고, 내륙호의 가장자리에 위치하는 퇴적 환경에서 형성된 지층으로 때로는 물밑에 잠기고 때로는 노출되어 건열 상태에 이르는 환경을 반복하는 상태에서 형성된 것으로 간주된다.
현풍 지질도폭(1970)에 의하면 하위의 신라 역암층을 정합적으로 덮으며 상위의 진동층에 의해 정합적으로 덮힌다. 자색(赭色)의 셰일, 이암, 사질셰일, 녹회색 사암, 암회색 셰일, 이암, 실트스톤과 자색(赭色)의 역질사암, 사질역암 등이 협재되어 있다. 지층의 일반적인 주향과 경사는 북동 20~40°및 남동 5~25°이며 두께는 1300~1400 m 정도이다. 도폭 내 대구광역시 달성군 화원읍과 옥포읍, 논공읍 중부, 고령군 오곡리, 개진면 동부, 대구광역시 현풍면 서부, 구지면 북서부(도동리 제외)에 이르기까지 분포한다.
대구광역시의 함안층
- 대구광역시 신암동 공사현장의 함안층
북위 35° 53′ 20.5″ 동경 128° 37′ 37.8″ / 북위 35.889028°  동경 128.627167°
- 대구광역시 신암동 공사현장의 함안층
북위 35° 53′ 15.0″ 동경 128° 37′ 47.0″ / 북위 35.887500°  동경 128.629722°

### 경산시
경산시 하양읍 와촌면에서 토목공사가 진행됨에 따라 함안층과 반야월층의 단면이 드러났다. 이곳에서 함안층은 대부분 붉은색 또는 녹회색의 세립사암 내지 실트스톤과 이암이 교호하는 암상으로 구성되며, 연흔, 건열, 증발암 광물 흔적, 공룡발자국 및 새발자국 화석과 Mermia isp., Helminthopsis isp., Cochlichnus isp., Planolites isp., Diplichnites isp., Taenidium isp., Scoyenia isp., Skolithos isp., Arenicolites isp., Diplocraterion isp. 와 같은 다양한 무척추동물 생흔 화석들이 산출된다. 이는 건기와 우기가 반복되는 계절성 기후 조건의 충적평원 내지 호수 주변부에서 개방수류가 발생하였고, 때때로 충적평원 내에 소규모 웅덩이가 형성되었음을 지시한다. 또한, 강한 건기의 발생으로 충적평원 웅덩이나 호수가 증발되어 다소 염도가 높아졌음을 지시하고, 당시 건조한 기후가 지배적이었음을 지시한다.

### 고령군과창녕군
창녕 지질도폭(1969)에 의하면 자색(赭色)의 셰일, 사질셰일, 녹회색 사암, 셰일, (암)회색의 셰일, 이암, 실트스톤 등으로 구성되어 있다. 본 층은 도폭 내에서 고령군 우곡면 남동부지역을 제외한 대부분이 낙동강 동부 대구광역시 달성군 구지면 대암리와 목단리, 창녕군 이방면 북중부, 유어면의 대부분 지역, 대지면 남서부 지역에 분포한다. 일반적인 주향과 경사는 낙동강 이동지역에서 북서 20~40°및 북동 10~20°으로 현풍도폭 지역과 조금 다르나, 고령군 우곡면 연리 이북에서는 북동 10~20°및 남동 10~20°가 된다. 지층의 평균 두께는 1500 m이다.
창녕군 이방면 석리 산 146-3 뒷산 중턱 (N 35°33'56.93", E 128°22'19.68", 해발고도 128 m)에 위치한 창녕 석리 이방 동산굴은 사유지인 창녕 황금농원 내에 위치한 동굴이다. 함안층은 주로 회색과 자색 셰일과 사질셰일, 녹회색 사암으로 구성되어 있다. 동산굴은 셰일과 사암층에 다수의 절리가 형성된 후 지하수의 유입과 기계적 풍화가 진행되면서 셰일층이 낙반하여 내부 공간이 만들어진 것으로 판단된다. 주 굴은 북동 38°방향으로 발달하며 총 연장은 약 31 m 이상, 최대폭 약 4.6 m, 높이는 2.6 m이다. 비교적 소규모지만 동굴 내부에는 관박쥐와 곱등이, 거미 등의 생물체가 서식하고 있는 것으로 확인되었다. 동굴 천장에는 셰일과 사암의 층리면이 넓게 관찰되면서 연흔과 건열, 무척추동물의 생흔 화석 구조 등이 나타난다. 퇴적암 내에 발달한 동굴은 매우 희소하나 이 동굴은 사유지 내에 위치해 있어 인지도가 전무하다.
고령군의 함안층
- 고령군 우곡면 답곡리 우곡강변길 도로변
북위 35° 38′ 41.0″ 동경 128° 22′ 50.0″ / 북위 35.644722°  동경 128.380556°
- 고령군 우곡면 답곡리 우곡강변길 도로변
북위 35° 38′ 41.0″ 동경 128° 22′ 50.0″ / 북위 35.644722°  동경 128.380556°
- 고령군 우곡면 예곡리 우곡강변길 도로변
북위 35° 39′ 23.0″ 동경 128° 22′ 30.0″ / 북위 35.656389°  동경 128.375000°

창녕군의 함안층
- 창녕군 이방면 송곡리 송곡마을
- 창녕군 대합면 대곡리 지방도 제1034호선 도로변
북위 35° 36′ 29.0″ 동경 128° 23′ 57.0″ / 북위 35.608056°  동경 128.399167°

### 의령군

#### 암상
삼가 지질도폭(1975)에 의하면 의령군 가례면의 한우산 고지대에 분포하며 하위의 신라 역암층을 정합으로 덮고 있다. 본 층의 중부에 해당하는 (녹)회색 세립질사암이 한우산 고지대에 우세하게 나타나며 저지대인 의령군 유곡면에서는 본 암층의 하부에 해당하는 저색 사질셰일 또는 셰일이 우세하게 분포한다. 본 층의 주향과 경사는 북동 20~35°및 남동 5~15°이며 두께는 약 900 m이다.
남지 지질도폭(1972)에 의하면 하위의 신라 역암층을 정합적으로 덮고 있으며 도폭 내 창녕군 장마면과 남지읍 전 지역, 의령군 지정면과 함안군 대산면 전 지역, 의령군 부림면과 낙서면, 유곡면, 정곡면, 용덕면의 대부분 지역, 봉수면의 남동부 지역 등 광범위한 지역에 분포한다. 주로 자색(赭色)의 셰일, 이암, 사질셰일, 녹회색 사암, (암)회색의 셰일, 실트스톤 등으로 구성되어 있다. 일반적인 주향과 경사는 북동 20~60°및 남동 5~15°이나 도폭 북중부 낙서면 등지에서는 북서 50~60°의 주향에 북동 10°의 경사를 보이기도 한다. 두께는 1,600 m 이상일 것으로 추정된다.
영산 지질도폭(1964)에 의하면 주로 자색(赭色)과 회녹색 셰일, 사질셰일, 회색의 이암, 세립사암, 실트스톤 등의 담색 세립질 퇴적암의 호층으로 구성된다. 자색 셰일은 하부에서 현저하고 상부로 갈수록 간간히 회녹색 내지 회색암층 사이에 협재된다. 자색 및 사질셰일은 수평적으로 색과 암상이 점이적으로 변하여 회녹색 셰일 및 사질셰일이 된다. 이러한 현상은 진돋층과의 경계부 자색 셰일층의 연속성이 현저하지 않은 점에서도 알 수 있다. 최상부의 진동층과는 대체로 점이적이나 최상부의 자색 셰일층을 경계로 구분한다. 본 층 중에는 간혹 안산암질암이 암주(巖柱) 내지 암상(巖床) 형태로 관입하고 있다. 일부 지역에서 산성맥암의 관입으로 처트화되었다. 지층의 주향은 낙동강 이북에서 남-북, 이남에서 북동 40°이며 (남)동쪽으로 10~15°경사한다.
의령 지질도폭(1963)에 의하면 의령군 의령읍과 진주시 사봉면, 일반성면, 함안군 군북면, 가야읍, 산인면, 대산면, 함안면의 대부분 지역, 진주시 이반성면 동부 지역에 광범위하게 분포하고 있어 도폭 전 면적의 약 75%를 점유하고 있다. 본 지층은 회색 사질셰일 및 판상 자색(赭色) 사질셰일의 호층(互層)으로 자색이 우세하다. 본 층의 일반적인 주향은 북동 70°이고 경사는 남동 10°이며 두께는 2,600 m이다.
의령군의 함안층
- 의령군 낙서면 전화리 산 123-2 도로변의 함안층 노두
북위 35° 27′ 36.4″ 동경 128° 22′ 40.2″ / 북위 35.460111°  동경 128.377833°
- 의령군 낙서면 전화리-부림면 경산리 간 박진고개 도로변의 함안층 노두
북위 35° 27′ 15.0″ 동경 128° 22′ 05.3″ / 북위 35.454167°  동경 128.368139°
- 의령군 박진고개 도로변의 함안층 노두
북위 35° 27′ 15.1″ 동경 128° 22′ 05.1″ / 북위 35.454194°  동경 128.368083°

#### 의령 서동리 함안층 빗방울 자국
의령군 의령읍 서동리에는 함안층 위에 놓인 의령 서동리 함안층 빗방울 자국이 있다. 1965년 11월 14일 경북대학교 지질학과 장기홍 교수는 의령읍 서동리 국도변 암벽에 도로로부터 177 cm 높이, 함안층 기저로부터 150 m 회적색 셰일 지층면에서 빗자국(rain print)을 발견하고 1967년 이를 논문으로 보고하였다. 분포 면적은 400 m2이며 많은 빗방울 자국들이 1 cm2당 1.5개의 밀도로 밀집해 있다. 빗방울 자국의 모양은 둥근 편이고 크기는 지름 8∼15 mm, 깊이는 1mm 미만이다. 빗방울 자국이 있는 이 지층은 약 1억 년 전에 만들어진 것으로 당시 가뭄으로 한때 호수의 물이 줄어들어 바닥에 쌓였던 퇴적물이 노출되었고, 그 위에 떨어진 빗방울의 충격으로 자국이 생긴 것이다. 빗방울 자국이 생긴 퇴적물의 표면이 마르고 그 위에 새로운 퇴적물이 쌓인 후 오랜 시간이 흐르는 가운데 굳어져 돌로 변한 것이다.
의령 서동리 함안층 빗방울 자국
- 의령 서동리 함안층 빗방울 자국의 모습

#### 정암과정암루
의령군 의령읍 정암리의 정암루 주변에는 함안층의 노두가 드러나 있다. 함안층으로 구성되어 층리가 드러난 솥바위는 남강 가운데 4 m 높이로 드러나 있다.
의령군 의령읍 정암과 정암루의 함안층
- 정암루 부근 남강 위에 드러난 솥바위는 함안층에 해당하는 퇴적암 지층이다.
- 정암루 아래 남강 강변에 드러난 함안층의 노두
북위 35° 18′ 49.6″ 동경 128° 17′ 43.1″ / 북위 35.313778°  동경 128.295306°
- 정암루 아래 남강 강변에 드러난 함안층의 층리면
북위 35° 18′ 49.6″ 동경 128° 17′ 43.0″ / 북위 35.313778°  동경 128.295278°

#### 기타 지질유산
함안군 대산면 장암리에 위치한 합강정으로 들어가는 도로변에는 함안층의 노두가 잘 드러나 있다.
창녕군 남지읍 용산리 160-2와 신전리 두 마을을 잇는 길이 2.4 km의 낙동강변 벼랑길 남지개비리길에는 자색 및 회색 셰일, 녹회색 사암, 사질셰일로 구성된 함안층이 드러나 있다. 둘레길을 걸으며 함안층 노두에 발달한 연흔, 층리, 생흔 화석 등의 퇴적 구조를 관찰할 수 있다.
의령군 정곡면 죽전리 252 (N 35°21'54.41", E 128°19'21.38")에 위치한 탑바위는 의령 9경 중 하나이며 약 20톤 가량의 큰 바위가 아랫부분을 받치고 그 위로 높이 8 m 가량의 작은 바위가 마치 탑층을 이루듯 층을 이루고 있다. 지질학적으로 함안층에 해당하는 판상으로 얇게 반복되는 사암과 이암층이 쌓여 탑과 같은 형태를 이루고 있으며 탑을 이루는 각각의 지층들은 북동 72°의 주향과 남동 3°의 경사를 보인다.
의령군 화정면 화양리 지방도 제1040호선 도로변의 함안층
- 북위 35° 15′ 53.9″ 동경 128° 13′ 12.0″ / 북위 35.264972°  동경 128.220000°
- 북위 35° 15′ 26.2″ 동경 128° 15′ 59.1″ / 북위 35.257278°  동경 128.266417°
- 북위 35° 15′ 25.9″ 동경 128° 15′ 58.8″ / 북위 35.257194°  동경 128.266333°

### 함안군과창원시
함안층은 그 이름이 유래된 경상남도 함안군 지역에서 가장 두껍다. 함안군에는 함안 용산리 함안층 새발자국화석 산지가 있다.
마산 지질도폭(1963)에 의하면 함안군 칠원읍 용정리, 용산리 서부-운서리 서부-칠서면 회산리, 청계리, 무릉리 지역에 분포하며 중간에 안산암이 협재된다. 함안층은 회색 이암, 회녹색 셰일, 사질셰일, 자색셰일 내지 실트스톤 등으로 구성된다. 상부의 진동층과는 폭 3 m 이하의 자색 셰일 및 실트스톤을 협재한다는 점에서 구별되나 자색 셰일은 함안군 중부 지역에서 우세하게 발달하지만 북동 방향으로 갈수록 점차 폭이 좁아져 회색 내지 회녹색 이암, 셰일로 점이한다. 상부의 진동층과의 경계는 불명확하나 대체로 최상부 자색 셰일 상위에 경계가 있다. 함안안산암 하부에는 폭 20~100 cm의 니질 석회암층이 협재된다. 함안층 상부에는 60~190 m 폭의 함안안산암(Ksha)이 발달하며 이는 북동 방향으로 갈수록 점차 얇아진다. 안산암은 암회색 내지 녹암회색을 띠는 비교적 치밀한 중립 내지 미립 암석이며 곳에 따라 1 m 정도의 집괴(集塊)암상도 있다. 무릉리 남부 죽청 마을 부근에서는 녹렴석의 발달로 암녹회색을 띤다. 안산암을 덮는 경(硬)사암은 대체로 괴상(塊狀)으로 암회색, 녹회색을 띠는 중립-세립질암석이다. 칠서면 무릉리 계곡에서는 약간의 담색 알코스사암을 협재하며 두께는 최소 60 m에 이르고 상부의 이암 또는 셰일로 점이한다.
1963년 마산 지질도폭 조사 당시에는 화석이 산출되지 않았으나 6년 후인 1969년 마산 지질도폭 지역에 해당하는 함안군 칠원읍 용산리에서 당시 마산여자고등학교 허찬구 교사에 의해 함안 용산리 함안층 새발자국화석 산지가 발견되어 대한민국의 천연기념물 제222호로 지정되었다. 이 화석산지에서는 새발자국과 용각류 발자국, 무척추동물의 생흔 화석, 연흔(아래 사진 참조) 및 건열 등의 퇴적 구조가 관찰된다. 전체적인 암상은 판상의 사암 내지 미사암이 퇴적된 후, 적색의 이암이 얇게 피복하는 암상이 주를 이룬다. 이곳에서 산출되는 새발자국은 두 종으로 Koreanaornis hamanensis와 Jindongornipes kimi이다. 새발자국 화석과 함께 발견된 용각류 발자국 화석의 종은 보고된 바가 없으나, 무척추동물의 생흔은 선형동물에 의한 Cochlichnus로 보고되었다.
함안 용산리 함안층 새발자국화석 산지
- 함안 용산리 함안층 새발자국화석 산지에 드러난 함안층의 노두. 층리와 연흔 구조가 잘 드러나 있다.
북위 35° 18′ 38.4″ 동경 128° 30′ 45.0″ / 북위 35.310667°  동경 128.512500°
- 함안 용산리 함안층 새발자국화석 산지에 드러난 함안층의 노두
북위 35° 18′ 37.9″ 동경 128° 30′ 44.2″ / 북위 35.310528°  동경 128.512278°
- 함안 용산리 함안층 새발자국화석 산지에 드러난 함안층의 노두
북위 35° 18′ 37.1″ 동경 128° 30′ 45.3″ / 북위 35.310306°  동경 128.512583°

진동리 지질도폭(1963)에 의하면 주로 자색(赭色) 및 녹색 셰일과 사질셰일, 중~세립의 회색 사암 등으로 구성되며 자색 셰일과 사질암이 우세하며 알코스사암도 부분적으로 협재한다. 이들은 서로 호층을 이루며 하부로 갈수록 자색을 띠고 상부로 갈수록 회색을 띠는 부분이 많아진다. 지층의 주향은 북동 25~45°, 경사는 남동 5~16°, 두께는 1,200~1,400 m이다.
함안군 군북면 명관리 백이산 북서편 계곡의 등산로를 따라 분포(N 35°13'55.58", E 128°20'49.02")하는 함안층에서 약 100여 개의 조각류 및 용각류 공룡 발자국이 발견되었다. 이곳은 2004년 현지 주민이 발견하여 알려지게 되었으며 등산로를 따라 안내판과 해설판이 설치되어 있다. 이곳의 함안층은 이암과 세립사암 내지 실트스톤이 엽층 내지 박층으로 교호하는 양상을 보이며 연흔 구조가 관찰되고 대체로 혼펠스질이다.
함안군 군북면 사촌리 1019-1에 위치한 군북 얼음골(군북면 사촌리 1019-1, 군북동광얼음골휴양지, N 35°13'06.75", E 128°21'41.16")은 폐광된 구리 광산 지역으로 4개의 갱구가 노출되어 있다. 오늘날에는 폐갱도로부터 시원한 바람과 물이 흘러나와 얼음골이라 하며 땅주인이 음식점을 운영하고 있다. 얼음골 주변에 드러난 함안층은 대체로 혼펠스질이고 이암과 세립사암 내지 실트스톤이 엽층 내지 박층으로 교호한다.
함안군 군북면 소포리 부근에 분포하는 함안층 상부퇴적층을 대상으로 퇴적상 분석과 고환경 해석을 수행한 결과 퇴적상은 11개로 구분되며 이들 퇴적층의 퇴적 당시에는 건조한 기후가 우세한 가운데 건기와 우기가 반복되는 계절성 기후 조건을 가지는 충적평원 내지 호수 주변부와 얕은 호수 환경이 발달하였으며, 때때로 호수주변부에는 메마르고 염도가 높은 평원이 존재했고, 인근에서는 간헐적인 화산 활동이 발생한 것으로 해석된다. 이 지역 퇴적층에서는 붉은색층과 녹회색층의 교호가 일반적이다. 상부층으로 가면서 두꺼운 암회색질층의 발달이 증가함은 점차 호수환경이 우세한 퇴적 조건으로 변화하였음을 의미한다. 퇴적상 중 붉은색질의 엽층 내지 박층으로 교호하는 세립사암 내지 실트스톤과 이암에서 파장 2 cm 내외, 파고 수 mm의 연흔 및 건열 구조가 흔히 발달하며, 간혹 무척추동물의 생흔 화석(Cochlichnus isp., Diplocraterion isp. 등), 공룡 및 새발자국 화석이 수반된다.
함안군 산인면 입곡리 산 80-1 (N 35°16'07.26", E 128°26'40.85"), 입곡군립공원 내 입곡 저수지에는 함안 안산암이 드러나 있다. 함안 안산암은 함안층과 진동층의 경계에 협재되어 나타나는 북동-남서 방향의 화산쇄설성 퇴적암과 이에 협재된 안산암으로 알려져 있으며 응회질 각력암이 주를 이루고 중부와 하부에 각각 응회질사암과 응회질-역질사암이 협재되어 나타난다.
표식지 함안군의 함안층
- 함안군 군북면 수곡리 방어산로 도로변의 함안층
북위 35° 16′ 48.2″ 동경 128° 18′ 20.1″ / 북위 35.280056°  동경 128.305583°
- 함안군 군북면 사도리 방어산로 도로변의 함안층
북위 35° 16′ 47.9″ 동경 128° 18′ 31.8″ / 북위 35.279972°  동경 128.308833°
- 함안군 군북면 하림리 서산사 입구의 함안층 절벽에 백세청풍(百世淸風)이라고 적혀 있다.
북위 35° 14′ 41.4″ 동경 128° 19′ 54.5″ / 북위 35.244833°  동경 128.331806°
- 왼쪽 노두의 근경
북위 35° 14′ 40.4″ 동경 128° 19′ 53.8″ / 북위 35.244556°  동경 128.331611°
- 함안군 칠서면 계내1길 62-3 전면의 함안층
북위 35° 22′ 42.9″ 동경 128° 28′ 34.4″ / 북위 35.378583°  동경 128.476222°
- 함안군 칠서면 계내1길 용머리터널 도로변의 함안층
북위 35° 22′ 42.6″ 동경 128° 28′ 34.7″ / 북위 35.378500°  동경 128.476306°
- 왼쪽 사진 맞은편의 함안층
북위 35° 22′ 42.7″ 동경 128° 28′ 34.6″ / 북위 35.378528°  동경 128.476278°
- 함안군 대산면 대사리 도둑고개 도로변의 함안층
북위 35° 18′ 54.9″ 동경 128° 28′ 03.9″ / 북위 35.315250°  동경 128.467750°
- 입곡군립공원 내 입곡 저수지에 드러난 함안 안산암 (도로명주소 : 함안군 산인면 입곡공원길 138 및 254 부근)
북위 35° 16′ 06.1″ 동경 128° 26′ 40.4″ / 북위 35.268361°  동경 128.444556°
- 함안군 산인면 입곡리 지방도 제1021호선 도로변의 함안층
북위 35° 15′ 05.0″ 동경 128° 26′ 38.2″ / 북위 35.251389°  동경 128.443944°
- 함안층을 관입한 암맥
북위 35° 15′ 05.4″ 동경 128° 26′ 40.4″ / 북위 35.251500°  동경 128.444556°
- 왼쪽 사진의 근경
북위 35° 15′ 02.3″ 동경 128° 26′ 39.7″ / 북위 35.250639°  동경 128.444361°

함안군 대신면 서촌리 산 122에 위치한 함안 악양루 아래에는 함안층의 사암과 이암으로 구성된 하식애가 드러나 있다.
함안 악양루의 함안층
- 함안 악양루 옆에 드러난 함안층의 노두
- 함안 악양루와 그 밑에 드러난 함안층의 노두
북위 35° 20′ 06.4″ 동경 128° 23′ 54.5″ / 북위 35.335111°  동경 128.398472°
- 악양루 안내판과 함안층 노두

### 진주시와사천시
진주 지질도폭(1969)에 의하면 하부의 신라 역암층을 정합으로 덮고 있으며, 주로 자색(赭色)의 사질 셰일과 셰일로 구성되어 있다. 이들은 많은 부분이 석회질이며 간간히 자색(赭色)을 띄는 (니질)석회암을 협재하고 있다. 자색의 사질 셰일은 응회암질인 경우도 있다. 본 층의 층리의 주향은 남-북 내지 북동 30°이며 경사는 남동 10°내외이다. 두께는 450 m 내지 800 m이다.
사천 지질도폭(1969)에 의하면 하위의 신라 역암층을 정합으로 덮으며 도폭 내 진주시 진성면 전 지역, 문산읍 동부, 금곡면 전 지역, 정촌면 최동단, 고성군 영오면 서부, 사천시 사천읍과 정동면, 사남면 동부지역에 넓게 분포한다. 본 층의 주향은 북동 30°, 경사는 남동 10~15°이며 두께는 1,500 m이다. 회색 및 자색 사암, 셰일 등으로 구성되어 있다.
삼천포 지질도폭(1983)에 의하면 하위의 신라 역암층을 정합으로 덮으며 두께는 북쪽 지역이 약 1,400 m, 남쪽 지역이 약 1,000 m이다. 주로 자색(赭色) 셰일, 사질셰일, 회색 사암 등으로 구성되며 응회질사암과 알코스사암 등이 협재된다. 이들은 서로 교호하는데 하부로 갈수록 자색이, 상부로 갈수록 회녹색이 우세해진다. 와룡산(801.4 m) 주변의 함안층은 화강섬록암의 관입으로 혼펠스화 되어있다. 사천시 죽림동, 좌룡동, 동림동, 동동, 향촌동의 남일대해수욕장, 신수동 중·북부, 남해군 창선면 가인리와 부윤리, 당저리 등지에 분포한다.

#### 롤업 구조
진주시 진성면 상촌리 지역의 함안층에서 국내 최초로 롤업(Roll-up)구조가 발견되었다. 롤업구조는 건열 기원의 퇴적 구조로서, 얇은 니질 퇴적층이 수축에 의해 나선형 내지 원통 모양으로 말린 구조를 말한다. 연구의 대상이 된 지역은 진주시 진성면 부근 국도 제2호선의 확장 공사 시 노출되었던 절취사면 지역으로 롤업구조를 함유한 전석이 산출된 퇴적층은 노출 단면의 두께가 40여 m에 이르며, 크게 중립 내지 세립사암, 이막(泥膜)을 갖는 세립사암, 세립사암 내지 실트스톤과 이암 및 셰일 등으로 구성되어 있다. 이들 퇴적층들의 색깔은 대체적으로 붉은색이 우세한 가운데에 녹색 내지 녹회색이 교호되는 양상을 띤다. 전반적으로 노출된 퇴적층의 하부는 수 십 cm 두께의 세립사암이 지배적이며, 상부는 세립사암과 이암의 호엽층이 우세한 경향을 보인다. 사암층 위를 점이적으로 덮는 이막 및 이암의 표면에는 연흔과 건열 구조가 흔히 발달되어 있으며, 여러 유형의 흔적 화석, 침식에 의한 다양한 형태의 표면 구조, 우흔(雨痕) 등이 보존되어 있다. 또한 조각류와 수각류 공룡의 발자국과 새발자국 화석이 간헐적으로 나타난다.

#### 진주 가진리 새발자국과 공룡발자국화석 산지
진주시 진성면 가진리의 경남과학고등학교 및 경상남도과학교육원 구내 공사장의 함안층 노두에서 1997년 5월 20일 수천 개 이상의 새발자국 화석이 발견되었다. 본 지역의 지층은 함안층 하부에 해당하며 주로 갈색의 세립질 사암, 담회색 사암, 미사암, 셰일로 구성되고 북동 30°의 주향과 남동 10°정도의 경사를 보인다. 새발자국이 발견되는 층준의 성층면에서는 연흔, 건열, 우흔 등의 구조가 발견되며 수직 단면에서는 사층리도 관찰된다. 새발자국 대부분은 함안군 칠원읍에서 보고된 Koreanaornis hamanensis Kim이며, 물갈퀴 새발자국인 Uhangrichnus chuni Yang et al.도 발견된다. 새발자국 이외에 소형 수각류와 소수의 익룡의 것으로 생각되는 발자국과 무척추동물의 생흔 화석도 발견된다. 생흔 화석과 연흔, 건열, 우흔 등의 구조는 퇴적 당시 건기와 우기가 교호되는 얕은 호수나 늪지의 환경이었음을 지시한다. 현재 천연기념물 제396호로 지정된 가진리 공룡발자국 및 새발자국 화석산지는 경상남도과학교육원의 화석 전시관(도로명주소: 진성면 가진리 75-18)에서 볼 수 있다.
경상남도과학교육원 과학관 내 진주 가진리 새발자국과 공룡발자국화석 산지
- 경상남도과학교육원 과학관 입구
- 야외전시장의 화석
- 야외전시장의 화석
- 야외전시장의 화석
- 야외전시장의 화석
- 야외전시장의 화석
- 화석문화재전시1관 전시장 입구
- 함안층 노두 위의 발자국 화석 및 연흔 및 건열구조
- 화석문화재전시1관 전경

### 남해군과남해 가인리 화석산지
남해군 창선면 가인리의 남해 가인리 화석산지는 천연기념물 제499호로 지정되었으며 공룡 발자국 화석이 발달해 있다. 이 지역은 함안층의 중~상부에 해당하는 지역으로서 주로 실트질 미사암, 흑색, 회색 내지 암회색 이암 및 셰일, 세립질 내지 조립질 사암, 셰일과 사암의 교호층으로 구성되어 있다. 화성활동에 의한 관입암이 암상의 형태로 산출되며, 이로 인해 화석산지의 암석이 전반적으로 약한 접촉 변성 작용을 받았다. 이곳에서는 주로 공룡발자국 화석이 산출되는데 용각류를 비롯하여 조각류와 수각류 발자국 화석, 익룡의 보행렬 가장 오래된 물갈퀴 새 발자국 화석인 Ignotornis yangi, 가장 작은 수각류 공룡발자국 화석인 Minisauripus cf. zhenshuonani 가 발견되었다.
남해 가인리 화석산지
- 북위 34° 53′ 10.1″ 동경 128° 02′ 57.1″ / 북위 34.886139°  동경 128.049194°
- 북위 34° 53′ 11.2″ 동경 128° 02′ 55.2″ / 북위 34.886444°  동경 128.048667°
- 북위 35° 48′ 동경 128° 48′ / 북위 35.8°  동경 128.8°
- 북위 34° 53′ 10.3″ 동경 128° 02′ 57.2″ / 북위 34.886194°  동경 128.049222°

| 도폭       | 구성 암석                                                                                                 | 산출 화석                              | 두께 (m)       |
| ---------- | --- | -------------------------------------- | -------------- |
| 대율도폭   | 암회색 셰일과 사암, 적색 실트스톤 협재                                                                    | -                                      |                |
| 신령도폭   | 적색 셰일 및 이암, 녹회색 셰일과 알코스사암 협재                                                          | -                                      | 1300~          |
| 대구도폭   | 세립질사암, 이암, 셰일 등                                                                                 | 노곡동 공룡 발자국 화석                |                |
| 현풍도폭   | 자색 셰일, 이암, 사질셰일, 녹회색 사암, 암회색의 셰일, 이암, 실트스톤과 자색의 역질사암, 사질역암 등 협재 | -                                      | 1300~1400      |
| 창녕도폭   | 자색 셰일, 사질셰일, 녹회색 사암, 셰일, (암)회색 셰일, 이암, 실트스톤 등                                  | -                                      | 1500           |
| 삼가도폭   | (녹)회색 세립질사암 적색 사질셰일/셰일, 석회질셰일                                                        | -                                      | 하부 900       |
| 남지도폭   | 자색 셰일, 이암, 사질셰일, 녹회색 사암, (암)회색의 셰일, 실트스톤 등                                      | -                                      | 1600~          |
| 영산도폭   | 자색(赭色)과 회록색 셰일, 사질셰일, 회색 이암, 세립사암, 실트스톤 등의 호층                               | -                                      |                |
| 진주도폭   | 자색 사질(응회암질)셰일과 셰일, 자색 (니질)석회암 협재                                                    | 가진리 공룡발자국 및 새발자국 화석산지 | 하부 450~800   |
| 의령도폭   | 회색 사질셰일 및 판상 자색 사질셰일의 호층                                                                | 의령 서동리 함안층 빗방울 자국         | 2600           |
| 마산도폭   | 회색 이암, 회녹색 셰일, 사질셰일, 자색셰일 내지 실트스톤                                                  | 함안 용산리 함안층 새발자국화석 산지   |                |
| 사천도폭   | 회색 및 자색 사암, 셰일 등                                                                                |                                        | 하부 1500      |
| 진동리도폭 | 자색 및 녹색 셰일과 사질셰일, 중~세립의 회색 사암, 알코스사암 협재                                        |                                        | 상부 1200~1400 |
| 삼천포도폭 | 자색 셰일, 사질셰일, 회색 사암 등, 응회질사암/이암과 알코스사암 등이 협재                                 | 남해 가인리 화석산지                   | 1000~1400      |
| 미조도폭   | 저색 내지 적갈색 이암, 사암, 갈회색 역암과 황갈색 사암 협재                                               |                                        |                |

## 같이 보기
- 한국의 지질
- 경상 누층군
- 진동층
- 남해 가인리 화석산지